# Angers
Angers (pronuncia: /ɑ̃ˈʒe/, in bretone Añje) è un comune francese di 151 689 abitanti capoluogo del dipartimento del Maine e Loira nella regione dei Paesi della Loira. Capoluogo dell'omonimo arrondissement, è la capitale storica dell'Angiò. Colonia romana e cuore di un prospero ducato in età medievale, la città fu culla della celebre famiglia degli Angioini. Angers è inoltre centro della Communauté d'agglomération d'Angers Loire Metropole, di 270 000 abitanti.
I suoi abitanti si chiamano Angioini (in francese, Angevins, e anticamente Andegaves).

## Geografia fisica
Angers è una città situata nella regione della Valle della Loira, nel nord-ovest della Francia. Conosciuta come l'antica capitale dell'Angiò, la città si trova nella valle del fiume Maine, a pochi chilometri dalla sua foce nella Loira, a Bouchemaine. Grazie alla presenza di questi corsi d'acqua, la città è stata un importante nodo di comunicazione nel corso dei secoli, collegando il nord della Francia e Parigi con la Vandea e la Bretagna meridionale.

## Origine del nome
L'origine del nome di Angers è un tema che ha suscitato dibattiti e teorie contrastanti nel corso dei secoli. Tuttavia, la teoria più accreditata e diffusa è quella che fa risalire il nome della città alla tribù gallica degli Andecavi, che abitava la regione dell'Angiò nell'antichità.
Secondo questa teoria, il nome "Andecavi" sarebbe stato modificato nel corso dei secoli a seguito delle influenze linguistiche del latino e del francese, diventando così "Angers". Questa teoria è supportata dalla somiglianza tra il nome "Angers" e il nome del fiume Maine, che attraversa la città e che era conosciuto in epoca romana con il nome di "Mosa Maina".
Tuttavia, altre teorie sono state formulate nel corso dei secoli per spiegare l'origine del nome di Angers. Alcune fonti suggeriscono che il nome potrebbe derivare dal termine latino "Andecava", che indicava un luogo fortificato o protetto, mentre altre teorie fanno risalire il nome al termine germanico "Angari", che indicava un luogo di passaggio.

## Storia
Angers ha una ricca storia che risale all'epoca gallo-romana, quando la città era conosciuta con il nome di Juliomagus. Durante il Medioevo, la città divenne il cuore di un esteso e popoloso stato feudale, noto come la contea d'Angiò, che fu governato dalla casa d'Angiò.
Durante il periodo feudale, Angers fu un importante centro culturale, dove si sviluppò una scuola di miniatura rinomata in tutta Europa. La città era anche conosciuta per la sua produzione di tessuti di lino e di seta, che venivano esportati in tutta Europa. Nel corso del XIII secolo, la città fu fortificata con l'aggiunta di numerose torri e mura difensive, la cui presenza è ancora evidente nel centro storico della città.
Nel XV secolo, Angers passò sotto il controllo dei duchi di Bretagna, che la mantennero sotto il loro dominio fino alla fine del XV secolo, quando la città divenne parte del regno di Francia. Durante il XVII secolo, la città conobbe un notevole sviluppo industriale, commerciale ed agricolo, grazie alla produzione di tessuti, vini e cereali.
Nel corso del XIX secolo, Angers divenne un importante centro di produzione di tessuti di cotone, con la creazione di numerose fabbriche tessili. Nel XX secolo, la città conobbe un ulteriore sviluppo industriale grazie alla presenza di numerose aziende del settore agroalimentare.
Oggi, Angers è una città moderna e dinamica, che conserva numerose testimonianze della sua ricca storia. Il centro storico della città è caratterizzato da strette stradine medievali, da imponenti edifici storici e da numerose chiese e cattedrali. La città è anche famosa per i suoi giardini, tra cui il celebre giardino delle Piante, che ospita numerose specie di piante esotiche provenienti da tutto il mondo.

## Società

### Evoluzione demografica
Abitanti censiti

## Monumenti e luoghi d'interesse

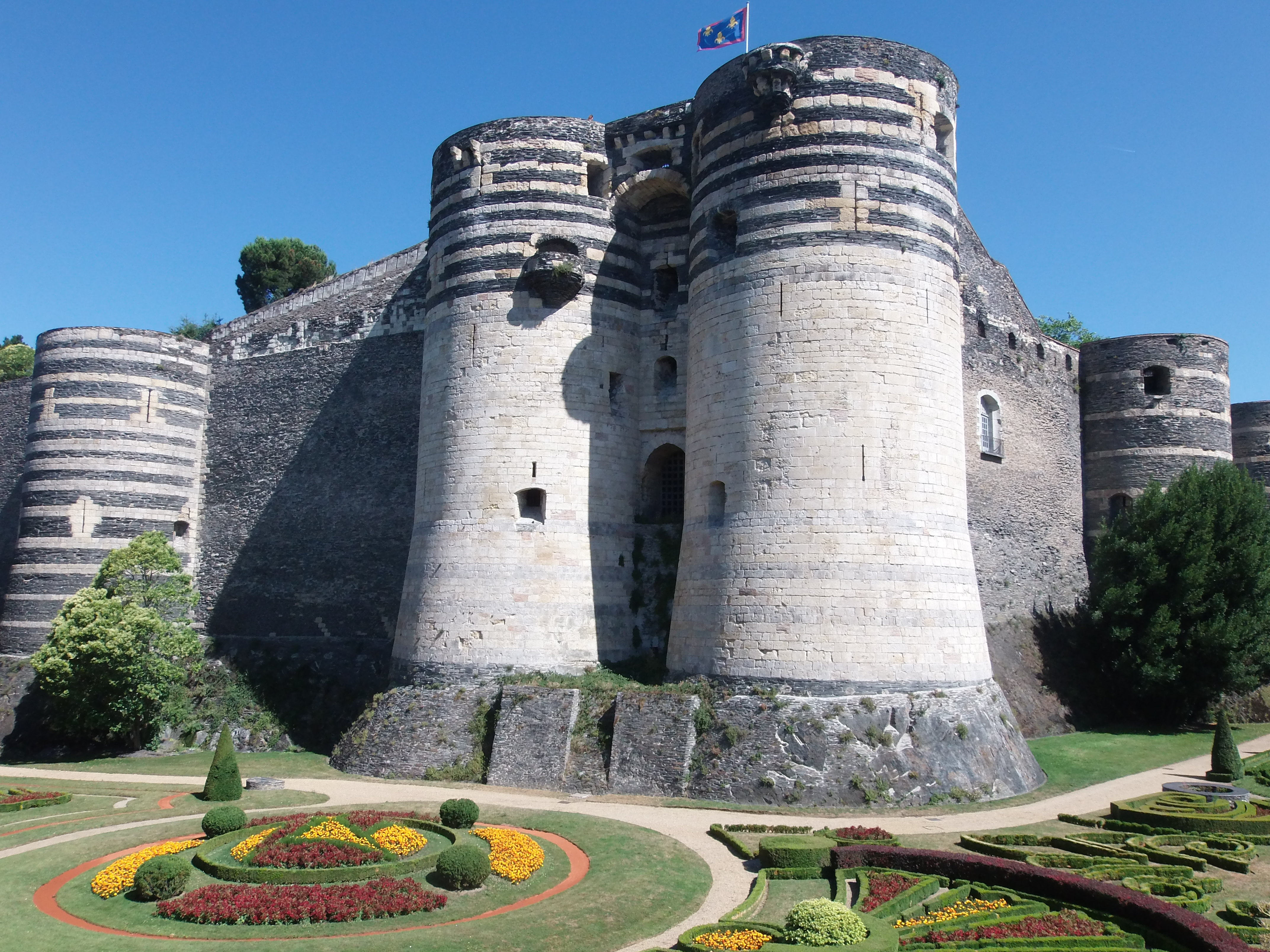
Il Castello dei Duchi d'Angiò

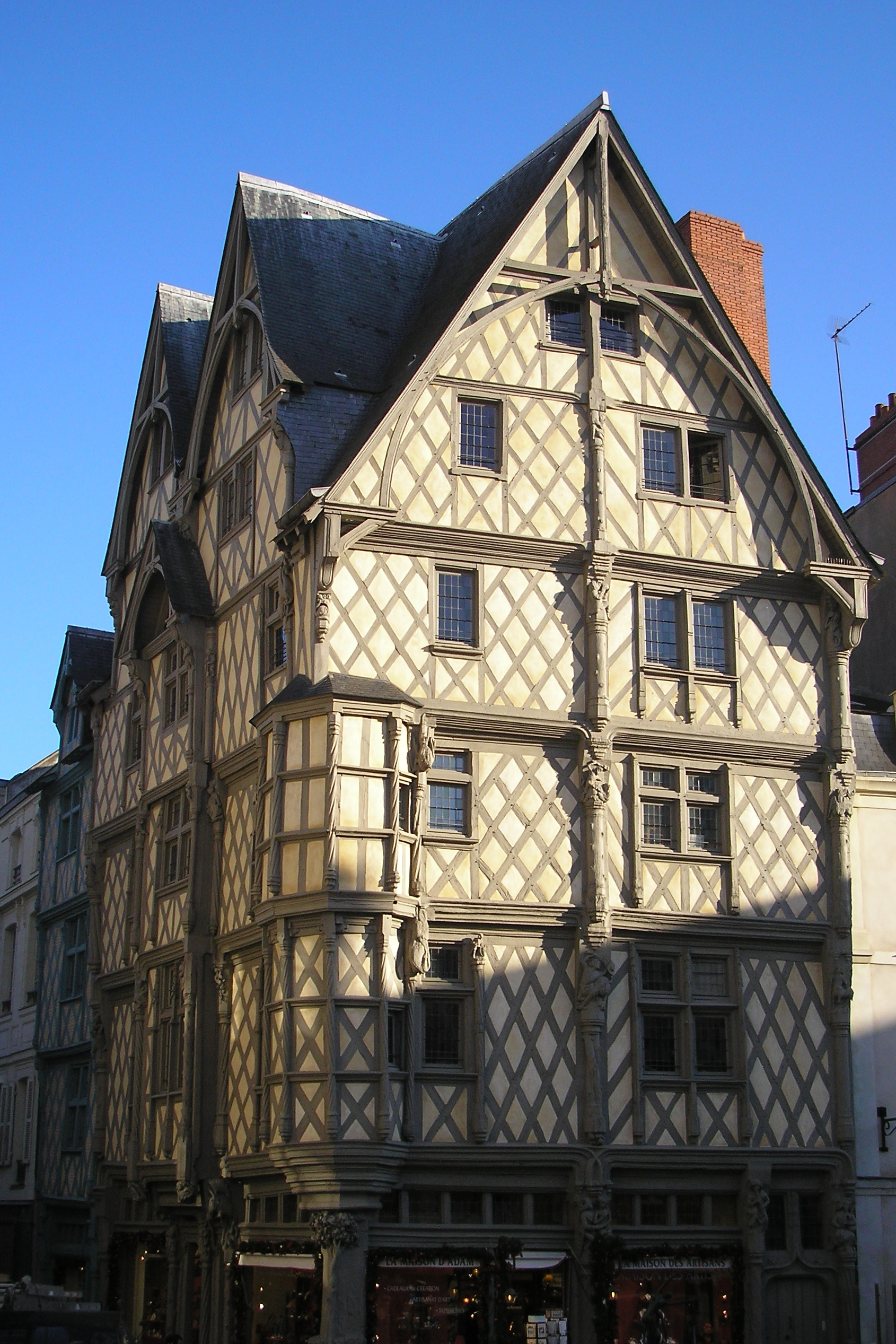
La Casa di Adamo.

- Château des Ducs d'Anjou. Il Castello dei Duchi d'Angiò, era la roccaforte dei conti di Angiò. Quando nel XIII secolo il regno di Francia acquisì la contea di Angiò il re Luigi IX fece costruire l'attuale castello, poi trasformato dai duchi d'Angiò nel palazzo signorile nel XV secolo dove Iolanda di Aragona partorì Renato d'Angiò. Nel XVII secolo, a seguito delle guerre di religione, il re Enrico III di Valois ordinò la distruzione del castello, ma solo la parte superiore delle torri venne abbattuta.

Dall'inizio del XXI secolo ospita il celebre arazzo dell'Apocalisse una delle attrazioni più visitate della regione.
- Cathédrale Saint-Maurice. La Cattedrale di San Maurizio, venne eretta in stile gotico agiovino a partire dalla fine dell'XI secolo, sui resti di un primitivo edificio romanico. La costruzione venne terminata nel XIII secolo e alla facciata venne aggiunta la terza, caratteristica, torre esagonale rinascimentale nel XVI secolo.
- Maison d'Adam. La Casa di Adamo venne eretta a partire dal 1491 e rappresenta uno dei più begli esempi di edifici realizzati secondo la maniera della costruzione a graticcio.
- Tempio protestante di Angers
- Musée des Beaux-Arts
- Galleria David d'Angers

## Le Manifestazioni culturali
- Les Accroche-Coeurs, un festival di teatro
- Premiers Plans, un festival di cinema

## Educazione
- École supérieure des sciences commerciales d'Angers

## I teatri
- Il Grande Teatro di Angers
- Il centro dei congressi di Angers
- Le Quai, il nuovo teatro di Angers
- Il Teatro Chanzy
- Le Chabada, per i concerti
- Alcuni piccoli teatri: Il Teatro del Champ de Bataille, Il Teatro de La Comédie; MPT quartier Monplaisir, Centro Jean-Vilar, Teatro dell'università, 4 allée François Mitterrand à Angers.

## Amministrazione

### Cantoni
Fino alla riforma del 2014, il territorio comunale della città di Angers era ripartito in 8 cantoni:
- Cantone di Angers-Centre: comprende solo parte della città di Angers.
- Cantone di Angers-Est: comprende parte della città di Angers e i comuni di Le Plessis-Grammoire e Saint-Barthélemy-d'Anjou.
- Cantone di Angers-Nord: comprende parte della città di Angers e i comuni di Cantenay-Épinard, La Meignanne, La Membrolle-sur-Longuenée, Montreuil-Juigné, Le Plessis-Macé e Saint-Lambert-la-Potherie.
- Cantone di Angers-Nord-Est: comprende parte della città di Angers e i comuni di Écouflant, Pellouailles-les-Vignes, Saint-Sylvain-d'Anjou e Villevêque.
- Cantone di Angers-Nord-Ovest: comprende parte della città di Angers e il comune di Avrillé.
- Cantone di Angers-Ovest: comprende parte della città di Angers e i comuni di Beaucouzé e Bouchemaine.
- Cantone di Angers-Sud: comprende solo parte della città di Angers.
- Cantone di Angers-Trélazé: comprende parte della città di Angers e i comuni di Andard, Brain-sur-l'Authion, Sarrigné e Trélazé

A seguito della riforma approvata con decreto del 26 febbraio 2014, che ha avuto attuazione dopo le elezioni dipartimentali del 2015, il territorio comunale della città di Angers è stato ripartito in 7 cantoni:
- Cantone di Angers-1: comprende parte della città di Angers
- Cantone di Angers-2: comprende parte della città di Angers e i comuni di Bouchemaine e Sainte-Gemmes-sur-Loire
- Cantone di Angers-3: comprende parte della città di Angers e altri 8 comuni
- Cantone di Angers-4: comprende parte della città di Angers e altri 5 comuni
- Cantone di Angers-5: comprende parte della città di Angers e altri 6 comuni
- Cantone di Angers-6: comprende parte della città di Angers e altri 18 comuni
- Cantone di Angers-7: comprende parte della città di Angers e altri 11 comuni

### Gemellaggi
- Haarlem, dal 1964
- Osnabrück, dal 1964
- Bamako, dal 1974
- Pisa, dal 1982
- Wigan, dal 1988
- Siviglia
- Södertälje

Esiste inoltre, dal 2016, un accordo di cooperazione con la città italiana di Lecco.